# Кенчево
Кенчево (пол. Kęczewo) — село в Польщі, у гміні Ліповець-Косьцельний Млавського повіту Мазовецького воєводства.
Населення — 443 особи (2011).
У 1975—1998 роках село належало до Цехановського воєводства.

## Демографія
Демографічна структура станом на 31 березня 2011 року:
|          | Загалом | Допрацездатний вік | Працездатний вік | Постпрацездатний вік |
| -------- | ------- | ------------------ | ---------------- | -------------------- |
| Чоловіки | 224     | 44                 | 154              | 26                   |
| Жінки    | 219     | 36                 | 119              | 64                   |
| Разом    | 443     | 80                 | 273              | 90                   |